# Lett labdarúgó-szuperkupa
A Lett labdarúgó-szuperkupa (hivatalos nevén: Latvijas Superkauss) egy 2013-ban alapított, a Lett labdarúgó-szövetség által kiírt kupa. Tradicionálisan az új idény első meccsét jelenti, s az előző év bajnoka játszik az előző év kupagyőztesével. 
A legsikeresebb csapat a Daugava gárdája, egy győzelemmel.

## Kupadöntők
| Év   | Győztes | Eredmény | Döntős |
| ---- | ------- | -------- | ------ |
| 2013 | Daugava | 4 – 1    | Skonto |

## Statisztika

### Győzelmek száma klubonként
| Csapat  | Győztes  | Döntős   |
| ------- | -------- | -------- |
| Daugava | 1 (2013) | –        |
| Skonto  | –        | 1 (2013) |